# Almagro San Miguel
Pedro Francisco Almagro Gordillo, conocido artísticamente como Almagro San Miguel (Sevilla, 7 de marzo de 1990), es un actor español que ha participado en series como Vis a vis: El Oasis de Star Channel y Estoy vivo o La caza de Televisión Española.Protagonista en la serie La Moderna.

## Biografía
Pedro nació en Sevilla y llegó al mundo de la interpretación de una manera casual. Formó parte de la Compañía Nacional de Teatro Clásico.
Sus primeros trabajos en televisión fueron personajes episódicos en Centro médico y Grupo 2 Homicidios.
En 2020 consiguió su primer personaje protagonista con Vis a vis: El Oasis. Un año más tarde se incorporó a la cuarta temporada de Estoy vivo, para interpretar a Mikel Uribe, un nuevo policía de la comisaría de la serie.
En 2023 estrenó La caza y Honor, además se anuncia que es uno de los protagonistas de La Moderna, la nueva serie diaria de La 1.

## Filmografía

### Series de televisión
| Año         | Título                  | Personaje                     | Cadena             | Datos         |
| ----------- | ----------------------- | ----------------------------- | ------------------ | ------------- |
| 2017        | Centro médico           |                               | La 1               | 1 episodio    |
| 2017        | Grupo 2 Homicidios      | Jorge de Haro                 | Aragón TV / Cuatro | 1 episodio    |
| 2020        | Hernán                  | Gonzalo de Sandoval           | Prime Video        | 8 episodios   |
| 2020        | Vis a vis: El Oasis     | Diego "Dieguito" Ramala       | Star Channel       | 6 episodios   |
| 2021        | Estoy vivo              | Mikel Uribe                   | La 1               | 12 episodios  |
| 2022        | Desconocidas            | Ramón                         | Canal Sur          | 8 episodios   |
| 2023        | La caza: Guadiana       | Aurelio "Aure" Santana Mencía | La 1               | 6 episodios   |
| 2023        | Honor                   | Federico "Fede"               | Atresplayer        | 5 episodios   |
| 2023 - 2024 | La Moderna              | Íñigo Peñalver                | La 1               | 236 episodios |
| 2024        | Operación Barrio Inglés | Toni                          | La 1               | 8 episodios   |

### Cine
- Flores en otoño (2024).

### Cortometrajes
- Lapso (2013) como Rodolfo.[6]
- Mario, Kike y David (2016) como Kike.